# Krailling
Krailling är en kommun och ort i Landkreis Starnberg i Regierungsbezirk Oberbayern i förbundslandet Bayern i Tyskland.  Krailling, som är en av Münchens förorter, har cirka 8 000 invånare.

## Administrativ indelning
Krailling består av fyra Ortsteile.
- Pentenried
- Frohnloh
- Gut Hüll
- Kraillinger Innovations-Meile